# Iside Ta-Hemdjert
Iside Ta-Hemdjert (o semplicemente Iside) (... – dopo il 1144 a.C.) è stata una regina egizia della XX dinastia.
Fu "Grande sposa reale" dell'importante faraone Ramses III, e quindi regina d'Egitto; era la madre di Ramesse VI.

## Famiglia
La regina Iside era probabilmente di origine asiatica: il nome di sua madre, Hemdjert (o Habadjilat, o Hebnerdjent), non è egizio, ma siriano. 

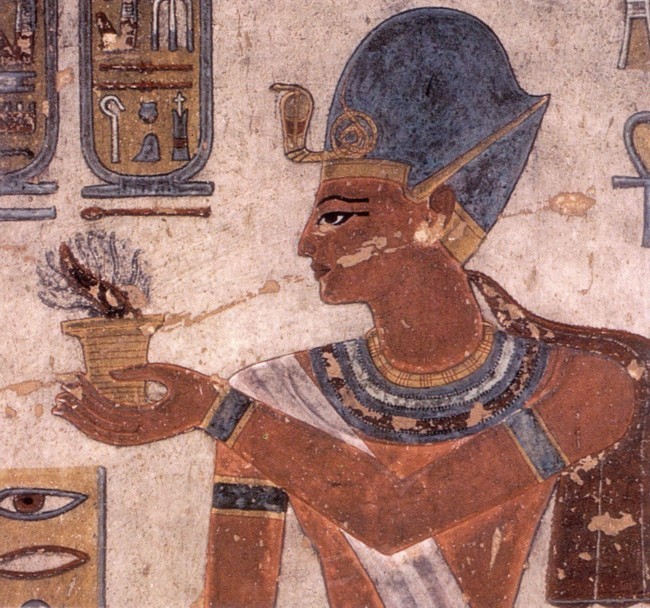
Ramses III, consorte della regina Iside, raffigurato nella tomba KV11.

Unico suo figlio a noi noto è re Ramses VI, che successe a suo nipote, il giovane Ramses V, intorno al 1144 a.C. (Ramses V era figlio di Ramses IV, a sua volta figlio di un'altra moglie di Ramses III). La regina Iside era inoltre la nonna di re Ramses VII, della "Divina Sposa di Amon" la principessa Iside, e dei principi Amonherkhepshef e Panebenkemyt; questa la prole di Ramses VI. Un tempo si credeva che anche Ramses IV fosse figlio della regina Iside, sembrava infatti naturale che l'immediato successore di Ramses III dovesse essere figlio della regina in carica; tale ipotesi è stata sorpassata quando un articolo del 2010 sul Journal of Egyptian Archaeology ha dimostrato - basandosi su copie realizzate da Anthony Harris di frammenti di alcuni papiri riguardanti dei razziatori di tombe - che la madre del faraone fu Tyti, una sposa secondaria di Ramses III.
Oltre al titolo di "Grande sposa reale", la regina Iside si fregiò di quello di "Sposa del dio" e, durante il regno del figlio, di quello di "Madre del re". Era ancora viva quando Ramses VI ascese al trono (ca. 1144 a.C.).

## Sepoltura
Iside Ta-Hemdjert fu sepolta nella Valle delle Regine, nella tomba QV51, inizialmente descritta da Champollion, poi documentata da Lepsius. La costruzione del sepolcro potrebbe essere incominciata con Ramses III, ma certamente terminò negli anni di Ramses VI. Venne saccheggiata in tempi antichi ed è menzionata nei papiri, risalenti alla stessa XX dinastia, che registrano le violazioni delle tombe reali. La struttura consiste di un corridoio che sbocca in una grande sala con due camere minori annesse. Il corridoio è decorato con scene della regina di fronte a varie divinità, fra cui Ptah-Sokar, Atum e Osiride. Lo stipite esterno della sala contiene un testo scritto da Ramses VI. La regina compare, ancora, davanti ad alcuni dèi come Atum, Ptah, Shu, Onuris. La camere minori sono ricoperte con immagini di dee: Neith, Selkis, Iside, Nefti. Frammenti di un sarcofago in granito rosso furono ritrovati da Schiaparelli e si trovano ora al Museo Egizio di Torino.

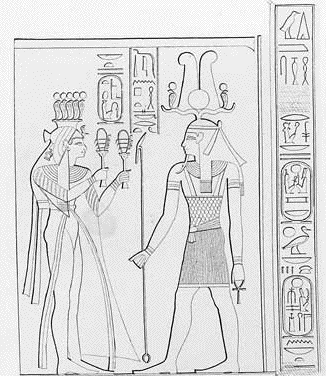
La regina Iside e Ptah-Sokar. Disegno di Lepsius dall'originale nella tomba.

## Titoli
- Regina d' Egitto
- Grande Sposa Reale
- Sposa del Dio[4]
- Madre del Re